# Richard A. Falk
Richard Anderson Falk (Nueva York; 13 de noviembre de 1930) es profesor estadounidense emérito de derecho internacional en la Universidad de Princeton. Él es el autor o coautor de 20 libros y el editor o coeditor de otros 20 volúmenes. En 2008, el Consejo de Derechos Humanos de las Naciones Unidas (UNHRC) designó a Falk para un mandato de seis años como Relator Especial de las Naciones Unidas sobre «la situación de los derechos humanos en los territorios palestinos ocupados desde 1967».
Falk es director de la Junta Directiva de la ONG de derechos humanos Euro-Mediterranean Human Rights Monitor.

## Biografía

### Edad temprana y educación
Falk nació en una familia judía asimilacionista de Nueva York que casi negaba el lado étnico de la judeidad. Definiéndose a sí mismo como «un judío americano», que tiene un estatus de forastero, con un sentido de no pertenencia, puede haber influido en su papel posterior como crítico de la política exterior estadounidense. Niega que ser crítico con Israel y el sionismo, y apoyar la lucha de los palestinos por una paz justa y sostenible sea incompatible con afirmar su identidad judía, de la que se siente orgulloso. Ser judío significa sobre todo para Falk «preocuparse por superar la injusticia y la sed de justicia en el mundo, y eso significa ser respetuoso con los otros pueblos, independientemente de su nacionalidad o religión, y ser empático frente al sufrimiento humano por quienquiera o dondequiera que se encuentre la victimización».
Falk obtuvo una Licenciatura en Ciencias en Economía de la Escuela Wharton de la Universidad de Pensilvania en 1952 antes de completar una Licenciatura en Derecho en la Universidad de Yale. Obtuvo su doctorado en Derecho (SJD) de la Universidad de Harvard en 1962. Sus primeros pensamientos fueron influenciados por las lecturas de Karl Marx, Herbert Marcuse y C. Wright Mills, y desarrolló una preocupación primordial con los proyectos para abolir la guerra y la agresión como instituciones sociales.

### Carrera profesional
Falk comenzó su carrera como profesor en la Universidad Estatal de Ohio y en Harvard expresando sus creencias comunistas a finales de los años cincuenta. Se trasladó a la Universidad de Princeton en 1961, que se convirtió en su casa académica durante más de treinta años. Fue nombrado profesor de Derecho y Práctica Internacional Albert G. Milbank en 1965, cargo que actualmente retiene como profesor emérito. En 1985 fue nombrado miembro del Guggenheim. Se retiró de la enseñanza en 2001. Desde 2002 ha sido profesor de investigación en el Centro Orfalea de Estudios Globales e Internacionales de la Universidad de California en Santa Bárbara. Actualmente dirige el proyecto Cambio Climático Global, Seguridad Humana y Democracia.
Falk es un crítico del sistema westfaliano de estados-nación, que él sostiene debe ser trascendido por una institución más internacional para controlar el recurso a la fuerza por las naciones, como el mundo avanza hacia un ethos global en el que los estados renuncian a su territorialismo obsesionado, por cambio de un régimen de objetivos negociados consensualmente, en el que los líderes nacionales deben estar sujetos a rendición de cuentas. Con respecto a situaciones geopolíticas específicas, ha publicado varios libros y ensayos que analizan los aspectos ideológicos del Debate de Derechos Humanos de América, la legalidad de la guerra de Vietnam y otras operaciones militares. Con respecto a la invasión de Irak en 2003, escribió que es «ineludible que un observador objetivo llegue a la conclusión de que esta guerra de Irak es una guerra de agresión y, como tal, que equivale a un crimen contra la paz del tipo de que los líderes alemanes supervivientes fueron procesados y castigados en los juicios de Núremberg llevados a cabo poco después de la Segunda Guerra Mundial».

## Activismo
El compromiso de Falk con la política comenzó en la Universidad Estatal de Ohio, donde en la década de 1960, y como miembro de la facultad de derecho, fue testigo del racismo dirigido a los estudiantes negros. Su traslado a la Universidad de Princeton, donde la enseñanza del derecho estaba vinculada a la política, así como las relaciones internacionales y otras ciencias sociales, permitió a Falk integrar su experiencia profesional en derecho internacional con sus valores éticos y políticos. Falk pretendía combinar su trabajo académico con el activismo político en un papel que describió como un "ciudadano-peregrino".
La pregunta esencial de un ciudadano peregrino es descubrir cómo hacer que los movimientos sociales deseables, aunque poco probables, tengan éxito. Los movimientos contra la esclavitud, el colonialismo, la discriminación racial y el patriarcado son algunos ejemplos. Su respuesta fue:
"Mi principal preocupación es fomentar un movimiento abolicionista contra la guerra y la agresión como instituciones sociales, lo que implica la construcción gradual de un nuevo orden mundial que asegure las necesidades humanas básicas de todas las personas que salvaguarden el medio ambiente y protejan los derechos humanos fundamentales de todos los individuos y los grupos, sin invadir los recursos precarios de la diversidad cultural, y que trabajan hacia la resolución no violenta de los conflictos intersocietales."

## Nombramientos en las Naciones Unidas

### Comisión de Investigación de los Derechos Humanos de las Naciones Unidas para los Territorios Palestinos
En 2001, Falk sirvió en la comisión de investigación del Alto Comisionado de las Naciones Unidas para los Derechos Humanos para los territorios palestinos con John Dugard, un sudafricano con sede en la Universidad de Leiden, en Holanda, y Kamal Hussein, exministro de Relaciones Exteriores de Bangladés. Falk señaló que los dos temas principales eran: "Uno es evaluar si las condiciones de ocupación son tales que dan a los palestinos algún tipo de derecho de resistencia y si tienen ese derecho, ¿cuáles son los límites de ese derecho?". Y "La otra cuestión en juego en esta investigación actual es evaluar cómo Israel como la potencia ocupante está llevando a cabo su responsabilidad de proteger a la sociedad que está sujeta a su control. Después de su investigación la comisión emitió un informe titulado" Cuestión de la violación de los derechos humanos en los territorios árabes ocupados, incluida Palestina".

### Relator Especial de las Naciones Unidas sobre los derechos humanos palestinos
El 26 de marzo de 2008, el Consejo de Derechos Humanos de las Naciones Unidas (UNHRC) designó a Falk para un mandato de seis años como Relator Especial de las Naciones Unidas sobre "la situación de los derechos humanos en los territorios palestinos ocupados desde 1967." Falk reemplazó al profesor sudafricano John Dugard que dejó su puesto en junio de 2008 después de siete años. El nombramiento de Falk expiró en mayo de 2014.

## Investigaciones e informes de la ONU

### 2008
En mayo de 2008 Israel se negó a admitir que Falk reuniera información para un informe. El Gremio Nacional de Abogados exhortó a Israel a permitir la entrada de Falk, declarando que "Falk no hizo ninguna afirmación diferente a la de John Dugard, el hombre que debía reemplazar, en varios informes sobre las condiciones en los Territorios Ocupados".
Human Rights Watch emitió una declaración pidiendo a Israel que revocara su expulsión de Falk de Cisjordania y la Franja de Gaza. En una entrevista realizada en julio de 2008, Falk indicó que las limitaciones "limitarían mi exposición a las realidades directas, pero creo que es muy posible desempeñar este papel sin esa exposición, a menos que mi entrada complique mi tarea, pero no la hace inviable".
En junio de 2008, Falk propuso al Consejo de Derechos Humanos de las Naciones Unidas que su mandato para investigar las violaciones del derecho internacional humanitario en los territorios palestinos se ampliara para incluir posibles infracciones palestinas. Afirmó que su objetivo era "aislar" el Consejo, que está dominado por los estados islámicos y africanos, generalmente apoyados por China, Cuba y Rusia, "de aquellos que afirman que su trabajo está manchado por la política partidista".
El 9 de diciembre de 2008, las Naciones Unidas publicaron una declaración de Falk en su calidad oficial de "Relator Especial", señalando que el Secretario General de las Naciones Unidas, Ban Ki-moon, el Presidente de la Asamblea General Miguel D'Escoto y el Alto Comisionado de las Naciones Unidas para los Derechos Humanos Navi Pillay, entre otros altos funcionarios, ha expresado su preocupación por la "situación desesperada" de los civiles en Gaza. Falk dijo: "Y todavía Israel mantiene su asedio en Gaza con toda su furia, permitiendo que apenas haya suficiente comida y combustible para entrar para evitar hambrunas y enfermedades en masa". Describió los pasos que deben tomarse para evitar una "catástrofe humanitaria". Entre ellas figuran la aplicación de la "responsabilidad de proteger" a una población civil del castigo colectivo y la determinación de "si los líderes civiles israelíes y los comandantes militares responsables del asedio de Gaza deben ser procesados y procesados por violaciones del derecho penal internacional" Escribió que iría ante la Corte Internacional de Justicia en La Haya.
El 14 de diciembre, Falk llegó al Aeropuerto Ben Gurion con funcionarios de la Oficina del Alto Comisionado de las Naciones Unidas para los Derechos Humanos en una visita oficial, planeando viajar a Cisjordania, Jerusalén Este y Gaza para preparar un informe sobre el cumplimiento de Israel de las normas de derechos humanos y la Ley humanitaria internacional.
En una entrevista Falk declaró que el gobierno israelí distorsiona sus puntos de vista reales y que él vio la expulsión como un "patrón insidioso de intentar cambiar la atención de sus objeciones a la persona". Pillay calificó la detención de Israel y la expulsión de Falk como "sin precedentes y profundamente lamentables". A partir de marzo de 2011, Falk todavía se le negó la entrada y fue efectivamente prohibido de Israel.
El 27 de diciembre de 2008, Falk emitió un comunicado en el que condenaba los ataques de Israel contra Gaza en diciembre de 2008 como "crímenes de guerra" porque afirma que incluían castigos colectivos, ataques contra civiles y una respuesta militar desproporcionada a los ataques de Hamás contra Israel. Declaró que Israel había ignorado las iniciativas diplomáticas de Hamás para restablecer el alto el fuego que expiró el 26 de diciembre y condenó a las naciones que proporcionaron apoyo militar de Israel y participaron en el asedio de Gaza. En un artículo para el Houston Chronicle, Falk reafirmó que había "llamado a la Corte Penal Internacional" para investigar a los líderes israelíes responsables de posibles violaciones del derecho penal internacional.

### 2009
En marzo de 2009, Falk declaró que la ofensiva de Israel en Gaza constituía un crimen de guerra de "la mayor magnitud". Pidió que se establezca un grupo independiente para investigar los crímenes de guerra cometidos por ambas partes. El gobierno británico respondió al informe de Falk afirmando que "el informe del Relator Especial del Consejo de Derechos Humanos de la ONU está desequilibrado y contribuye poco". En octubre de 2009, Falk respaldó a la Misión de Investigación de las Naciones Unidas sobre el conflicto de Gaza como "una contribución histórica a la lucha palestina por la justicia, documentación impecable de un capítulo crucial de su victimización bajo ocupación".

### 2010
En su informe de 10 de agosto de 2010, Relator Especial de la ONU, Falk, detalló la acusación de que Israel estaba practicando una política de apartheid en los territorios palestinos:
"Entre las características más prominentes del apartheid de ocupación israelí están las leyes y las prácticas preferenciales de ciudadanía, visitación y residencia que impiden que los palestinos residentes en Cisjordania o Gaza recuperan sus bienes o adquieren la ciudadanía israelí, en contraste con la ley judía en Cisjordania y Jerusalén Este que favorece a los colonos judíos que están sujetos a la ley civil israelí ya a la protección constitucional, en contraposición a los residentes palestinos, que son gobernados por la Administración Militar, diferenciada y discriminatoria para Cisjordania y Jerusalén Este hacia políticas discriminatorias sobre la tenencia, tenencia y uso de la tierra, así como la carga extensa que se expresa sólo sobre los palestinos y no sobre los colonos israelíes. Las demoliciones punitivas de casas y expulsiones y restricciones de entrada y salida de todas las partes de los Territorios Palestinos Ocupados son otra expresión de ese apartheid."

### 2011
En 2011, Falk habló ante el Consejo de Derechos Humanos de la ONU y declaró que la política israelí en Jerusalén equivalía a una "limpieza étnica" contra la población palestina. Instó al Consejo a investigar a Israel por actos de "colonialismo, apartheid y limpieza étnica inconsistentes con el derecho internacional humanitario" cometidos durante su ocupación de los territorios palestinos.

### 2012
El informe de Falk al Consejo de Derechos Humanos de la ONU se centró en el trato de Israel a los prisioneros palestinos y recomendó que se pidiera a la Corte Internacional de Justicia de La Haya que emitiera una opinión consultiva sobre el trato de Israel a los prisioneros. Esta fue una opinión que podría también cubrir la "ocupación prolongada" de Israel del territorio palestino. Su informe también pidió al Consejo de Derechos Humanos que censure a Israel por su uso de la detención administrativa, que tome "avisos de emergencia" de los intentos legislativos israelíes de legalizar los asentamientos de Cisjordania y aumentar la atención de Israel a cooperar con su trabajo. Afirmó que las represalias militares israelíes por el lanzamiento de cohetes desde Gaza no estaban justificadas. El embajador de Estados Unidos ante el Consejo de Derechos Humanos de la ONU dijo que Estados Unidos "sigue siendo profundamente preocupado por el enfoque sesgado y desproporcionado de este consejo sobre Israel".
En el informe de Falk a la Asamblea General de la ONU, recomendó que "los negocios destacados en el informe - al igual que los muchos otros negocios que se benefician de las empresas de asentamientos israelíes - deberían ser boicoteados hasta que pongan sus operaciones en línea con los derechos humanos internacionales, derecho humanitario y normas humanitarias". Nombró específicamente a Caterpillar Inc., Hewlett-Packard y Motorola; Ahava de Israel, Elbit Systems y Mehadrin; El grupo Volvo de Suecia y Assa Abloy; El francés Veolia Environment; G4S de Reino Unido, Dexia Group de Bélgica, Riwal Holding Group de los Países Bajos y Cemex de México. En una conferencia de prensa, Falk dijo: "El enfoque en las actividades empresariales es en parte una expresión de frustración por la incapacidad de cumplir con estas obligaciones legales fundamentales de Israel y la ineficacia de los esfuerzos de la ONU para condenar la expansión de los asentamientos". También declaró que "todo el asunto de la autodeterminación palestina está en peligro aquí".
El informe suscitó críticas de la embajadora de los Estados Unidos ante las Naciones Unidas, Susan Rice, quien la calificó de "irresponsable e inaceptable". Varios países, entre ellos Egipto (con el cual Israel tiene relaciones diplomáticas) e Irán, calificaron el informe como justo y equilibrado.
En diciembre, Falk visitó la región y la Franja de Gaza con el "propósito inicial de evaluar el impacto global de la prolongada ocupación y bloqueo de Israel" contra Gaza. Sin embargo, después de las acciones militares de siete días de la operación "Pilar de la Defensa" de Israel contra Hamás, Falk afirmó que "surgió la necesidad urgente de investigar los aparentemente deliberados ataques de Israel contra objetivos civiles". Después de visitar a los sobrevivientes palestinos de los ataques militares, Falk declaró que "algunos ataques mataron y dañaron a civiles de una manera groseramente desproporcionada y, por lo tanto, parecen violar el derecho internacional". Llamó a Israel a "respetar y aplicar plenamente el acuerdo de cesación del fuego" y pidió al acuerdo internacional que se asegurara de que lo hiciera.

### 2013
El informe anual de Richard Falk, entregado al Consejo de Derechos Humanos de la ONU el 9 de junio de 2013, pidió una investigación internacional sobre el trato israelí a los prisioneros palestinos. El informe critica el uso de la detención arbitraria, la tortura y las confesiones coercitivas, afirmando que "el tratamiento de miles de palestinos detenidos o encarcelados por Israel continúa siendo extremadamente preocupante". Falk dijo que Israel actualmente tiene 5000 palestinos bajo custodia y ha encarcelado 750.000 desde el comienzo de la ocupación. Falk también criticó y pidió el fin del bloqueo israelí de Gaza, diciendo que equivalía al "castigo colectivo de 1,75 millones de palestinos". Argumentó que la viabilidad de Gaza estaba en juego: "Con el 70 por ciento de la población que depende de la ayuda internacional para sobrevivir y el 90 por ciento del agua no apta para el consumo humano, son urgentes los cambios drásticos y urgentes para que los palestinos en Gaza tengan sus mayores derechos básicos protegidos".
Falk también pidió a la Cruz Roja oa una comisión de expertos en derecho internacional que establezcan una convención para abordar las cuestiones específicas relacionadas con situaciones de ocupación prolongada. "Hace cuarenta y seis años la ocupación israelí de Palestina comenzó, seis días de guerra se convirtieron en 46 años de ocupación", concluyendo, "Cuarenta y seis años de negar a los palestinos sus derechos más básicos no han logrado la paz,ni la anexión de los recursos y de los territorios palestinos ". Además, Falk escribió que la comisión de investigación de UN Watch, que acusó de llevar a cabo" una campaña de difamación "emitiendo" una serie de ataques difamatorios que humillaban a su personaje, opiniones sobre cuestiones potencialmente inflamatorias ".
Muchos países que hablaron en la sesión agradecieron a Falk por su trabajo y desafiaron a Israel por negarse a cooperar con su misión de derechos humanos en los territorios palestinos. La delegación palestina elogió el informe y pidió su pronta aplicación. La Unión Europea estuvo de acuerdo en que los asentamientos israelíes y la barrera de separación eran "ilegales bajo el derecho internacional y constituían un obstáculo para la paz", pero también criticaron partes del informe. El representante europeo dijo: "La UE sigue lamentando el desequilibrio en el mandato del Relator Especial y le preocupa que parte del informe incluya consideraciones políticas. En el pasado la UE enfatizó que los futuros informes deberían basarse en un análisis más factual y jurídico, y lamentamos no haber avances genuinos en esa dirección, ya que el Consejo debe contar con información exacta y objetiva y alegaciones sólidas para cumplir su función y abordar la situación de los derechos humanos en el territorio palestino ocupado". El embajador de Estados Unidos en el UNHRC, Eileen Donahoe, pidió la renuncia de Falk, diciendo que "el ataque de Falk contra UN Watch amenaza a la voz independiente de la sociedad civil en la ONU." El trabajo de las ONG es particularmente importante en el campo de los derechos humanos. La reciente declaración - que él incluyó de manera dramática y temeraria en un documento oficial de la ONU - es característica de los comentarios y acciones reprobables anteriores que ha hecho durante su mandato como relator especial. Nada que promueva la paz en el Oriente Medio o que promueva la protección y la promoción de los derechos humanos y pedimos una vez más su renuncia".